# کامننا هورکا
کامننا هورکا (به چکی: Kamenná Horka) یک منطقهٔ مسکونی در جمهوری چک است که در ناحیه سویتاوی واقع شده‌است. کامننا هورکا ۱۵٫۷۵ کیلومتر مربع مساحت و ۲۹۷ نفر جمعیت دارد و ۵۲۱ متر بالاتر از سطح دریا واقع شده‌است.